# Roberto Casalino
Roberto Casalino (Avellino, 9 giugno 1979) è un cantautore, paroliere e compositore italiano.
Si è affermato nella seconda metà degli anni duemila grazie alla composizione di brani portati al successo da vari artisti, tra cui Non ti scordar mai di me e Novembre di Giusy Ferreri, Cercavo amore di Emma Marrone, Distratto di Francesca Michielin, Magnifico di Fedez e L'essenziale di Marco Mengoni, quest'ultimo vincitore del Festival di Sanremo 2013.

## Biografia

### Primi anni
Si trasferisce con la famiglia a Roma all'età di un anno e mezzo e successivamente nel 1989 a Geilenkirchen in Germania, dove resta sino al 1993. Si avvicina alla chitarra all'età di sette anni, mentre nel 1989 è al suo esordio come cantante. Rientra in Italia nel 1993, a Latina, dove comincia a frequentare gli ambienti musicali entrando a far parte nel 1996 del coro gospel Vibration Gospel Choir e facendo parte di una piccola band, comincia a esibirsi nei locali della zona.

### Anni duemila
Nel 1999 fonda gli Equilibriolabile, gruppo musicale che lo accompagna nelle prime esibizioni dal vivo.
Durante il 2002 accompagna Tiziano Ferro nel suo Rosso Relativo Tour nelle vesti di corista; la collaborazione artistica con Ferro si concretizza nell'estate dello stesso anno con la scrittura del brano Entro il 23 per il gruppo Mp2. Nel 2003 autoproduce con gli Equilibriolabile l'album Variazioni sul tema e pochi mesi dopo comincia una collaborazione con il produttore e arrangiatore Mario Zannini Quirini.
Partecipa alle selezioni del Festival di Sanremo 2004 nella sezione Giovani, arrivando tra i 51 finalisti con il brano Il Demiurgo, successivamente inserito nel suo album di debutto L'atmosfera nascosta del 2009. Nello stesso anno esordisce nelle radio con il singolo Così non vale prodotto da Lead/Venus e classificatosi al primo posto nella classifica internet al Gran Premio della Musica Italiana d'Estate 2004, concorso organizzato da Video Italia e Radio Italia. Nel luglio dello stesso anno compone Grazie, sigla del Giffoni Film Festival, che verrà poi inserito in L'atmosfera nascosta. Tra settembre e ottobre 2004 partecipa al Tim Tour nelle città di Torino e Milano.
Nel 2005 scrive con Tiziano Ferro il brano E va bè per la cantante Syria, contenuto nell'album Non è peccato. La collaborazione con Ferro continua nel 2008 con la scrittura di alcuni brani interpretati da Giusy Ferreri: Non ti scordar mai di me, Passione positiva e Stai fermo lì, tutte facenti parte dell'album Gaetana, disco che include anche un altro brano interamente scritto da Casalino, Novembre, estratto come singolo il 17 ottobre 2008. Non ti scordar mai di me e Novembre ottengono il secondo e il terzo posto tra i singoli più scaricati nel 2008 in Italia, con oltre 280 000 copie il primo e oltre 120.000 il secondo. Novembre, inoltre, ha vinto il Gran Festival Mediterráneo avvenuto nel giugno 2009.
Nel 2007 Casalino si è posizionato tra i 40 finalisti di SanremoLab, mentre giunge tra i 72 finalisti di Sanremo Nuova Generazione e si esibisce davanti alla Commissione Artistica. Nell'arco dello stesso anno esce il singolo L'esatto opposto, eseguito a ottobre al Palacongressi di Tirana di fronte a circa 3.000 persone.
Nel 2009 si è esibito con gli Equilibriolabile all'Hope&Anchor di Londra. Il 22 maggio dello stesso anno pubblica l'album di debutto L'atmosfera nascosta, anticipato il 17 aprile dal singolo L'atmosfera; composto da quattordici brani, il disco è stato promosso anche dal singolo Mi vuoi bene o mi vuoi male, reso disponibile a partire dal 9 ottobre. Il 13 agosto 2009 Casalino ha eseguito L'atmosfera in occasione della sua partecipazione all'annuale Venice Music Awards, nella categoria giovani.
Nello stesso periodo scrive per Iva Zanicchi Tu non sai, brano contenuto in Colori d'amore, e per Alessandra Amoroso la canzone X ora, x un po', inserito nell'EP Stupida.

### Anni 2010
Nel 2010 Casalino scrive per Emma Marrone Con le nuvole, co-firmato nella musica con Dardust e pubblicato come primo singolo dall'album A me piace così. Porta la sua firma anche Cullami, secondo singolo estratto.
Nel 2011 il cantautore ha intrapreso un'intensa collaborazione con il talent show Amici di Maria De Filippi, nelle cui raccolte compaiono diversi brani che portano la sua firma (Così così, Cado giù, Giorni bui). Nello stesso anno viene pubblicato l'album Nali di Annalisa, in cui compaiono con la sua firma Cado giù, e i singoli Diamante lei e luce lui e Giorno per giorno. Anche Finalmente, EP di Virginio, vincitore della decima edizione di Amici di Maria De Filippi, annovera nella lista tracce un brano firmato da Casalino, Sincero. Nello stesso anno torna a collaborare con Giusy Ferreri alla realizzazione del brano Hai scelto me, inserito nell'album Il mio universo. È pubblicato nel frattempo anche il secondo album di Emma Marrone, Sarò libera, che contiene quattro suoi brani: il quarto singolo Cercavo amore, Da quando mi hai lasciato tu, Ti capita mai e Un attimo. Tra il 2011 e il 2012 scrive con Elisa il brano Distratto per Francesca Michielin, vincitrice della quinta edizione del talent show X Factor.
In occasione del Festival di Sanremo 2012 scrive per Nina Zilli il brano Per sempre per il quale riceve il 18 febbraio 2012 il 60º Premio AFI. Continua la collaborazione con Annalisa, per la quale compone sei brani per il secondo album Mentre tutto cambia, tra cui il singolo Senza riserva, e due brani per il terzo album Non so ballare: A modo mio amo e Tornerò ad amare. Nel 2012 torna a collaborare anche con Virginio per il secondo album Ovunque, nel quale sono presenti i brani Nella mia valigia e Ho battuto la testa, composti da Casalino. Infine nella raccolta Amici 2012 è presente il brano inedito Non sarà lo stesso, cantato da Valeria Romitelli.
Il 2013 si apre con il successo della vittoria del Festival di Sanremo 2013 con L'essenziale, cantata da Marco Mengoni e scritta dallo stesso Casalino con Francesco de Benedettis, autori anche delle musiche con Mengoni. L'essenziale viene inoltre scelta come canzone rappresentativa dell'Italia all'Eurovision Song Contest 2013, dove si è classificato al settimo posto.
Nel 2014 partecipa al Festival di Sanremo 2014 come autore delle canzoni di Giusy Ferreri dal titolo Ti porto a cena con me e L'amore possiede il bene e della canzone di Francesco Renga dal titolo A un isolato da te. Per Renga scrive anche L'amore altrove, in collaborazione con Nicco Verrienti e Giulia Capone, contenuta nell'album Tempo reale e interpretata in duetto con Alessandra Amoroso. Nel marzo 2014 esce l'album L'attesa di Giusy Ferreri, in cui, oltre ai due brani sanremesi, è presente il brano Inciso sulla pelle, scritto da Casalino insieme alla cantante. Il rapporto di lavoro con i talent show lo porta a firmare il brano La perfezione non c'è di Tommaso Pini, terzo classificato a The Voice, e i brani Una lacrima e La pioggia è uno stato d'animo dei Dear Jack, successivamente inseriti nel loro album di debutto Domani è un altro film (prima parte). Nel corso dell'anno scrive anche Ferire per amare per il rapper Moreno e Magnifico per Fedez, rispettivamente presenti in Incredibile e Pop-Hoolista.
Il 4 novembre dello stesso anno Casalino ha pubblicato il secondo album in studio E questo è quanto, anticipato il 10 ottobre dal singolo Torno io se torni tu. I brani sono stati interamente composti da Casalino stesso ad eccezione di Il passato mente e Quella parola (co-firmate nella musica con Niccolò Verrienti), Ventidieci (co-firmata nella musica con Mario Zannini Quirini) e Torno io se torni tu (co-scritto con Dardust). Come secondo singolo è stato estratto versione remixata di Ogni destino è originale, uscita il 15 maggio 2015; sei giorni più tardi è uscito il relativo video girato da Elio Bruno.
Il 2015 vede ancora la presenza di Casalino al 65º Festival di Sanremo, come coautore del brano portato in gara da Moreno, Oggi ti parlo così, che verrà incluso nella riedizione di Incredibile. Nel febbraio 2015 viene pubblicato il secondo album dei Dear Jack, Domani è un altro film (seconda parte), che contiene Sempre al tuo fianco, Quella di sempre, Ti lascerei così, che portano la sua firma. Il 21 aprile 2015 Antonello Venditti pubblica l'album Tortuga, in cui è contenuto il singolo L'ultimo giorno rubato. Il 4 dicembre esce la raccolta Hits di Giusy Ferreri, che, oltre a contenere i principali successi della cantante a cui ha contribuito Casalino, presenta l'inedito Prometto di sbagliare, di cui è autore con Dardust e Federica Abbate. Il cantautore inoltre firma e canta la sigla 2015 del Padova Pride Village, Io non giudico l'amore, pubblicata su etichetta Lead Records il 19 maggio, corredata dal video ufficiale realizzato da Iconize.
Il 2016 ha inizio con il rinnovo della collaborazione con Alessandra Amoroso, per la quale scrive con Dardust i brani Sul ciglio senza far rumore e Se il mondo ha il nostro volto, contenuti nell'album Vivere a colori. A febbraio partecipa per la quinta volta consecutiva al 66º Festival di Sanremo come autore del testo del brano di Alessio Bernabei, Noi siamo infinito. In seguito alla manifestazione, la cantante Francesca Michielin ha pubblicato l'album di20are, che contiene il brano Tutto è magnifico, prima versione di Magnifico scritta da Casalino insieme a Dardust e rivisitata dalla stessa Michielin. Il 3 giugno 2016 esce l'album Sotto effetto di felicità dei La Rua, che contiene il singolo I miei rimedi, scritto da Casalino con Dardust e Daniele Incicco.
Il 20 gennaio 2017 viene pubblicato l'album Comunisti col Rolex di J-Ax e Fedez, in cui appare il singolo da lui scritto Piccole cose. A febbraio partecipa al Festival di Sanremo 2017 in qualità di autore dei brani Fa talmente male di Giusy Ferreri e Nel mezzo di un applauso di Alessio Bernabei. Il 22 aprile esce Come l'oro di Giulia Anania, in cui è presente il brano omonimo, composto da Casalino. Ritroviamo la firma di Roberto Casalino ancora in collaborazione con Elisa nel brano Se ancora c'è contenuto nell'album di inediti Federica di Federica Carta, finalista di Amici di Maria De Filippi uscito il 19 maggio 2017.
Il 13 ottobre 2017 Roberto Casalino ha pubblicato il singolo inedito Errori di felicità, accompagnato dal relativo videoclip prodotto dalla TOFUFILMS e di cui il cantante ne ha curato la sceneggiatura. Il 27 ottobre è stato pubblicato il singolo Tanto per cominciare di Michele Bravi, firmato da Casalino con Federica Abbate e Fabio Gargiulo. Il 1º dicembre esce il singolo di Noemi I miei rimedi, scritto da Casalino con Dardust e Daniele Incicco e contenuto nell'album La luna.
Il 12 gennaio 2018 il cantante ha pubblicato il terzo album in studio Errori di felicità, anticipato una settimana prima dal singolo Le mie giornate, nel cui relativo videoclip è apparsa l'attrice Eleonora Giovanardi. Intorno allo stesso periodo prende nuovamente parte ad Amici di Maria De Filippi in qualità di autore, firmando l'inedito L'idea per Nicole Vergani; il 26 gennaio 2018 è uscito l'album di Emma Marrone Essere qui, nel quale sono presenti due brani che portano la firma di Casalino: Mi parli piano, scritto con Davide Simonetta, pubblicato il 4 maggio 2018 come terzo singolo dell'album, e Malelingue scritto con Niccolò Verrienti.
Da Errori di felicità viene estratto nel mese di giugno 2018 il terzo singolo Sgualcito cuore, il cui video girato interamente a Burano viene pubblicato il giorno del suo compleanno come regalo per i fan. Ritroviamo la firma di Roberto Casalino nel sesto album in studio di Alessandra Amoroso, 10, nei brani Trova un modo, secondo singolo che accompagna l'uscita dell'album il 5 ottobre 2018, scritto con Dardust e Casagrande, Declinami l'amore e La gente non sei tu.
Nei primi mesi del 2019, oltre ad esibirsi con il suo Errori di Felicità Tour in diverse città italiane tra cui Torino, Roma e Milano, viene invitato da Alessandra Amoroso ad aprire le date di Genova, Roma e Firenze del 10 Tour. Il 10 maggio 2019 Alberto Urso, vincitore di Amici 18 pubblica il suo primo album che contiene anche il brano Vento d'amore scritto da Casalino.
Il 28 giugno 2019 Casalino ha pubblicato il singolo Diamante lei e luce lui, che ha anticipato l'uscita, il 13 settembre, dell'album Il fabbricante di ricordi. Il disco contiene alcuni dei suoi più grandi successi scritti per altri artisti in dieci anni di carriera per l'occasione rivisitati e riarrangiati; alcuni di questi hanno visto la partecipazione di Alessandra Amoroso, Emma Marrone, Giusy Ferreri e Fedez. Sul ciglio senza far rumore feat. Alessandra Amoroso è il secondo singolo tratto da Il fabbricante di ricordi ed uscito in contemporanea all'album.
Il 18 ottobre 2019 esce il singolo Momenti perfetti di Giusy Ferreri, scritto da Casalino con Nicco Verrienti.

### Anni 2020
Il 31 gennaio 2020 viene pubblicato l'album This Is Elodie di Elodie, che contiene il brano Lontano scritto da Andrea Bonomo, Enrico Zoni e Roberto Casalino. A febbraio partecipa al 70º Festival di Sanremo come autore del brano Dov'è presentato in gara da Le Vibrazioni e classificatosi quarto al termine della manifestazione.
Nel 2021 prosegue la sua carriera di autore firmando il brano portato al 71º Festival di Sanremo da Francesco Renga, Quando trovo te (in collaborazione con lo stesso Renga e con Dardust), il singolo di Romina Falconi Magari vivi, in collaborazione con quest'ultima, oltre a due brani per l'album Tutto accade di Alessandra Amoroso: Un senso ed un compenso e Un'impressione. e co-firmando due brani per l'album Disumano di Fedez: Vittoria e Notte brava.
Nel 2022 partecipa al suo nono Festival di Sanremo come autore del testo e coautore della musica del brano presentato da Le Vibrazioni, Tantissimo. A febbraio esce l'album Cortometraggi di Giusy Ferreri contenente il brano Qualsiasi amore scritto da Roberto Casalino con Antonacci e Simonetta. Porta la sua firma, in collaborazione con la stessa cantautrice, il primo singolo di Romina Falconi La suora, tratto dal suo album Rottincuore. Il 3 giugno dello stesso anno ha pubblicato il L'ultima, che anticipa l'uscita del prossimo album di inediti. Il 16 settembre esce Tutti i miei ricordi, singolo di Marco Mengoni che anticipa l'uscita dell'album [Materia (Pelle)], firmata nel testo da Roberto Casalino con lo stesso Marco Mengoni e A. La Cava e nella musica con D. Faini e A. La Cava. Il 14 ottobre successivo Casalino ha pubblicato il singolo Un giorno tre autunni, da lui composto insieme a Davide Simonetta e prodotto da NiccoV.
Il 2023 ha segnato l'uscita dei singoli Popcorn e Altrettanto (il secondo dei quali in duetto con Romina Falconi) e la collaborazione con Tiziano Ferro alla realizzazione del singolo Destinazione mare, che lo porta a duettare con lui sul palco dello Stadio Olimpico nella seconda data romana del TZN23. Il 15 settembre 2023 pubblica l'album Dieci piccole ragioni, anticipato dal singolo Sei migliore o no.

## Discografia

### Album in studio
- 2009 – L'atmosfera nascosta
- 2014 – E questo è quanto
- 2018 – Errori di felicità
- 2019 – Il fabbricante di ricordi
- 2023 – Dieci piccole ragioni

### Album dal vivo
- 2020 – Il fabbricante di ricordi Live

### Singoli
- 2004 – Così non vale
- 2007 – L'esatto opposto
- 2009 – L'atmosfera
- 2009 – Mi vuoi bene o mi vuoi male
- 2014 – Torno io se torni tu
- 2015 – Ogni destino è originale
- 2017 – Errori di felicità
- 2018 – Le mie giornate
- 2018 – Sgualcito cuore
- 2019 – Diamante lei e luce lui
- 2019 – Sul ciglio senza far rumore (feat. Alessandra Amoroso)
- 2020 – Cullami
- 2022 – L'ultima
- 2022 – Un giorno tre autunni
- 2023 – Popcorn
- 2023 – Altrettanto (feat. Romina Falconi)
- 2023 – Sei migliore o no

## Autore e compositore per altri cantanti
| Anno | Titolo | Artista             | Album                                  |
| ---- | --- | ------------------- | -------------------------------------- |
| 2003 | Entro il 23 (autore Tiziano Ferro; compositore con Tiziano Ferro)                                                            | Mp2                 | Illogico                               |
| 2005 | E va bè (autore e compositore con Tiziano Ferro)                                                                             | Syria               | Non è peccato                          |
| 2008 | Non ti scordar mai di me (autore unico del testo; compositore con Tiziano Ferro)                                             | Giusy Ferreri       | Non ti scordar mai di me               |
| 2008 | Non ti scordar mai di me/Nunca te olvides de mi (autore unico del testo; compositore con Tiziano Ferro)                      | Giusy Ferreri       | Non ti scordar mai di me/Gaetana       |
| 2008 | Novembre | Giusy Ferreri       | Gaetana                                |
| 2008 | Stai fermo lì (autore Tiziano Ferro; compositore con Tiziano Ferro)                                                          | Giusy Ferreri       | Gaetana                                |
| 2008 | Passione positiva (autore Tiziano Ferro; compositore con Tiziano Ferro)                                                      | Giusy Ferreri       | Gaetana                                |
| 2009 | Tu non sai | Iva Zanicchi        | Colori d'amore                         |
| 2009 | X ora, x un po' | Alessandra Amoroso  | Stupida                                |
| 2010 | Con le nuvole (autore unico del testo; compositore con Dario Faini)                                                          | Emma Marrone        | A me piace così                        |
| 2010 | Cullami | Emma Marrone        | A me piace così                        |
| 2010 | Arida (autore unico del testo; compositore con Antonio Galbiati)                                                             | Emma Marrone        | A me piace così                        |
| 2011 | Così così | Antonio Mungari     | Amici 10                               |
| 2011 | Giorni bui (autore unico del testo; compistore con Massimo Greco)                                                            | Antonio Mungari     | Amici 10                               |
| 2011 | Cado giù (autore unico del testo; compositore con Dario Faini; Titolo originale Cado giù come neve)                          | Annalisa            | Amici 10/Nali                          |
| 2011 | Diamante lei e luce lui | Annalisa            | Nali                                   |
| 2011 | Giorno per giorno (autore unico del testo; compositore con Niccolò Verrienti)                                                | Annalisa            | Nali                                   |
| 2011 | Sincero (autore e compositore con Massimo Greco)                                                                             | Virginio            | Finalmente                             |
| 2011 | Hai scelto me | Giusy Ferreri       | Il mio universo                        |
| 2011 | Com'è semplice (autore e compositore con Dario Faini)                                                                        | Francesca Nicolì    | Kekka                                  |
| 2011 | Abbracciami - Afto ine agap (autore Roberto Casalino, in greco: Nicol Spiropoulou)                                           | Marian Georgiou     | Abbracciami - Afto ine agapi           |
| 2011 | Ti capita mai (autore unico del testo; compositore con Massimo Greco)                                                        | Emma                | Sarò libera                            |
| 2011 | Cercavo amore (autore unico del testo; compositore con Niccolò Verrienti)                                                    | Emma                | Sarò libera                            |
| 2011 | Da quando mi hai lasciato tu (autore con Niccolò Verrienti; compositore con Niccolò Verrienti)                               | Emma                | Sarò libera                            |
| 2011 | Un attimo | Emma                | Sarò libera                            |
| 2011 | Distratto (autore con Elisa; compositrice Elisa)                                                                             | Francesca Michielin | Distratto                              |
| 2012 | Per sempre (autore con Nina Zilli; compositore unico delle musiche)                                                          | Nina Zilli          | L'amore è femmina                      |
| 2012 | Senza riserva | Annalisa            | Mentre tutto cambia                    |
| 2012 | Tutto sommato (autore unico del testo; compositore con Niccolò Verrienti)                                                    | Annalisa            | Mentre tutto cambia                    |
| 2012 | Ancora un'altra volta (autore e compositore con Dario Faini)                                                                 | Annalisa            | Mentre tutto cambia                    |
| 2012 | Per te (autore e compositore con Dario Faini)                                                                                | Annalisa            | Mentre tutto cambia                    |
| 2012 | Non ho che questo amore (autore unico del testo; compositore con Niccolò Verrienti)                                          | Annalisa            | Mentre tutto cambia                    |
| 2012 | Prato di orchidee (autore unico del testo; compositore con Dario Faini)                                                      | Annalisa            | Mentre tutto cambia                    |
| 2012 | Nella mia valigia (autore e compositore con Daniele Cavicchia)                                                               | Virginio            | Ovunque                                |
| 2012 | Ho battuto la testa | Virginio            | Ovunque                                |
| 2012 | Non sarà lo stesso (autore e compositore con Dario Faini)                                                                    | Valeria Romitelli   | Amici 2012                             |
| 2012 | Sola (autore unico del testo; compositrice Elisa)                                                                            | Francesca Michielin | Riflessi di me                         |
| 2012 | Quello che vorrei (autore unico del testo; compositrice Francesca Michielin)                                                 | Francesca Michielin | Riflessi di me                         |
| 2012 | Il più bell'abbraccio (autore e compositore con M. Busbee, K. Griffin, J. Megan)                                             | Francesca Michielin | Riflessi di me                         |
| 2012 | Miss U Much (autore con Gemelli DiVersi)                                                                                     | Gemelli Diversi     | Tutto da capo                          |
| 2013 | L'essenziale (autore unico del testo, compositore con Francesco De Benedittis e Marco Mengoni)                               | Marco Mengoni       | Sanremo 2013 Pronto a correre          |
| 2013 | A modo mio amo | Annalisa            | Non so ballare                         |
| 2013 | Tornerò ad amare (autore unico del testo; compositore con Niccolò Verrienti)                                                 | Annalisa            | Non so ballare                         |
| 2013 | Quella parola (autore unico del testo; compositore con Niccolò Verrienti)                                                    | Angela Semerano     | Amici 2013                             |
| 2013 | Un ricordo tra la gente (autore e compositore con Dario Faini)                                                               | Verdiana Zangaro    | Lontano dagli occhi                    |
| 2013 | Solo Rumore (autore e compositore con Dario Faini)                                                                           | Greta               | Solo rumore                            |
| 2013 | Bussi alla mia porta (autore e compositore con Dario Faini)                                                                  | Greta               | Solo rumore                            |
| 2013 | Giornata grigia (autore unico del testo, compositore con Niccolò Verrienti)                                                  | Greta               | Solo rumore                            |
| 2013 | Per dirti soltanto (autore e compositore con Dario Faini)                                                                    | Greta               | Solo rumore                            |
| 2013 | Dimmi che mi ami (autore con Dario Faini)                                                                                    | Greta               | Solo rumore                            |
| 2014 | Ti porto a cena con me (autore unico del testo, compositore con Dario Faini)                                                 | Giusy Ferreri       | L'attesa                               |
| 2014 | Inciso sulla pelle (autore con Giusy Ferreri, compositore unico)                                                             | Giusy Ferreri       | L'attesa                               |
| 2014 | L'amore possiede il bene (autore unico del testo, compositore con Niccolò Verrienti)                                         | Giusy Ferreri       | L'attesa                               |
| 2014 | A un isolato da te | Francesco Renga     | Tempo reale                            |
| 2014 | L'amore altrove (autore con Giulia Capone, compositore con Giulia Capone e Niccolò Verrienti)                                | Francesco Renga     | Tempo reale                            |
| 2014 | Ferire per amare feat. Annalisa (autore e compositore con Moreno Donadoni e Don Joe)                                         | Moreno              | Incredibile                            |
| 2014 | La perfezione non c'è (autore e compositore con Dario Faini e Andrea Amati)                                                  | Tommaso Pini        | -                                      |
| 2014 | La pioggia è uno stato d'animo (autore unico del testo, compositore con Niccolò Verrienti)                                   | Dear Jack           | Domani è un altro film (prima parte)   |
| 2014 | Una lacrima | Dear Jack           | Domani è un altro film (prima parte)   |
| 2014 | Magnifico (autore con Fedez - compositore con Dario Faini)                                                                   | Fedez               | Pop-Hoolista                           |
| 2015 | Oggi ti parlo così (autore con Roberto Dagani, Alessandro Erba e Marco Zangirolami)                                          | Moreno              | Incredibile                            |
| 2015 | Sempre al tuo fianco (autore unico del testo, compositore con S.Grandi)                                                      | Dear Jack           | Domani è un altro film (seconda parte) |
| 2015 | Ti lascerei così (autore unico del testo e compositore)                                                                      | Dear Jack           | Domani è un altro film (seconda parte) |
| 2015 | Quella di sempre (autore unico del testo e compositore)                                                                      | Dear Jack           | Domani è un altro film (seconda parte) |
| 2015 | L'ultimo giorno rubato (autore con A. Venditti, compositore con N.Verrienti)                                                 | Antonello Venditti  | Tortuga                                |
| 2015 | Prometto di sbagliare (autore unico del testo, compositori Dario Faini, Federica Abbate)                                     | Giusy Ferreri       | Hits                                   |
| 2016 | Sul ciglio senza far rumore (autore unico del testo, compositore con Dario Faini)                                            | Alessandra Amoroso  | Vivere a colori                        |
| 2016 | Se il mondo ha il nostro volto (autore unico del testo, compositore con Dario Faini)                                         | Alessandra Amoroso  | Vivere a colori                        |
| 2016 | Noi siamo infinito (autore unico del testo, compositori Dario Faini e I. Amatucci)                                           | Alessio Bernabei    | Noi siamo infinito                     |
| 2016 | Tutto è magnifico (autore del testo con F.Michielin, compositore con Dario Faini)                                            | Francesca Michielin | di20are                                |
| 2016 | I miei rimedi (autore del testo con D.Incicco, compositore con Dario Faini e D. Incicco)                                     | La Rua              | Sotto effetto di felicità              |
| 2017 | Piccole cose (autore della melodia e del testo dell'inciso)                                                                  | Fedez e J-Ax        | Comunisti col Rolex                    |
| 2017 | Fa talmente male (autore unico del testo, compositore con Takagi (Alessandro Merli), Ketra (Fabio Clemente), Paolo Catalano) | Giusy Ferreri       | Girotondo                              |
| 2017 | Nel mezzo di un applauso (autore unico del testo, compositore con Dario Faini e Vanni Casagrande)                            | Alessio Bernabei    | /                                      |
| 2017 | Come l'oro (autore e compositore con G. Anania)                                                                              | Giulia Anania       | Come l'oro                             |
| 2017 | Se ancora c'è (autore con Elisa, compositrice Elisa)                                                                         | Federica Carta      | Federica                               |
| 2017 | Tanto per cominciare (autore unico del testo, compositore con Federica Abbate e F. Gargiulo)                                 | Michele Bravi       | Anime di carta - Nuove pagine          |
| 2017 | I miei rimedi (autore del testo con D. Incicco, compositore con Dario Faini e D. Incicco)                                    | Noemi (cantante)    | La luna                                |
| 2018 | L'idea (autore e compositore)                                                                                                | Nicole Vergani      | /                                      |
| 2018 | Mi parli piano (autore unico del testo; compositore con Davide Simonetta)                                                    | Emma Marrone        | Essere qui                             |
| 2018 | Malelingue (autore unico del testo; compositore con Niccolò Verrienti)                                                       | Emma Marrone        | Essere qui                             |
| 2018 | Trova un modo (autore unico del testo; compositore con Dario Faini e Vanni Casagrande)                                       | Alessandra Amoroso  | 10                                     |
| 2018 | Declinami l'amore (autore unico del testo; compositore con Davide Simonetta)                                                 | Alessandra Amoroso  | 10                                     |
| 2018 | La gente non sei tu (autore del testo con D. Incicco; compositore con Dario Faini e D. Incicco)                              | Alessandra Amoroso  | 10                                     |
| 2019 | Vento d'amore (autore unico del testo; compositore con M. Zannini Quirini)                                                   | Alberto Urso        | Solo                                   |
| 2019 | Momenti perfetti (autore unico del testo; compositore con N. Verrienti)                                                      | Giusy Ferreri       |                                        |
| 2020 | Lontano (autore e compositore con A.Bonomo e E.Zoni)                                                                         | Elodie              | This Is Elodie                         |
| 2020 | Dov'è (autore unico del testo; compositore con Davide Simonetta e Francesco Sarcina)                                         | Le Vibrazioni       |                                        |
| 2020 | La vita che si voleva (co-autore del testo con Chiara Galiazzo; compositore con F. Catitti)                                  | Chiara Galiazzo     | Bonsai                                 |
| 2021 | Quando trovo te (autore e compositore con Francesco Renga e Dario Faini)                                                     | Francesco Renga     |                                        |
| 2021 | Magari vivi (autore e compositore con R. Falconi)                                                                            | Romina Falconi      |                                        |
| 2021 | Un senso ed un compenso (autore unico del testo e compositore con Davide Simonetta)                                          | Alessandra Amoroso  | Tutto accade                           |
| 2021 | Un'impressione (autore unico del testo; compositore con Davide Simonetta)                                                    | Alessandra Amoroso  | Tutto accade                           |
| 2021 | Vittoria (autore con Paolo Antonacci e Federico Lucia, compositore con Davide Simonetta)                                     | Fedez               | Disumano                               |
| 2021 | Notte brava (autore con F.Lucia, D.Simonetta e J.Matteo L.D'Amico)                                                           | Fedez               | Disumano                               |
| 2022 | Tantissimo (autore unico del testo, compositore con Francesco Sarcina e N. Verrienti)                                        | Le Vibrazioni       | VI                                     |
| 2022 | Qualsiasi amore (autore e compositore con P. Antonacci e Davide Simonetta)                                                   | Giusy Ferreri       | Cortometraggi                          |
| 2022 | La suora (autore e compositore con Romina Falconi)                                                                           | Romina Falconi      | Rottincuore                            |
| 2022 | Tutti i miei ricordi (autore con A. La Cava e M. Mengoni, compositore con D. Faini e A. La Cava)                             | Marco Mengoni       | Materia (Pelle)                        |